# Ptychadena bibroni
Espèce
Synonymes
- Rana bibroni Hallowell, 1845
- Ptychadena maccarthyensis (Andersson, 1937)

Statut de conservation UICN

 LC  : Préoccupation mineure
Ptychadena bibroni est une espèce d'amphibiens de la famille des Ptychadenidae.

## Répartition
Cette espèce est endémique du centre-Ouest de l'Afrique. Elle se rencontre au Bénin, au Burkina Faso, au Cameroun, en Côte d'Ivoire, en Gambie, au Ghana, en Guinée, au Liberia, au Mali, au Nigeria, en République centrafricaine, en République démocratique du Congo, au Sénégal, en Sierra Leone, au Tchad et au Togo. Sa présence est incertaine au Soudan du Sud,.

## Étymologie
Son nom d'espèce lui a été donné en référence à Gabriel Bibron, zoologiste français.

## Publication originale
- Hallowell, 1845 : Descriptions of new species of African reptiles. Proceedings of the Academy of Natural Sciences of Philadelphia, vol. 2, p. 247-250 (texte intégral).